# Test für Masterstudiengänge in Wirtschafts- und Sozialwissenschaften
Der Test für Masterstudiengänge in Wirtschafts- und Sozialwissenschaften (TM-WISO) ist ein fachspezifischer Studieneignungstest bzw. Studierfähigkeitstest zur Erfassung von Kompetenzen, die für das erfolgreiche Absolvieren eines Masterstudiums in Wirtschafts- und Sozialwissenschaften wichtig sind. Der TM-WISO wurde 2009 auf Basis einer Anforderungsanalyse von der Universität Hamburg und der ITB Consulting GmbH entwickelt und ab 2011 auch für andere Hochschulen verfügbar gemacht. Die Testentwicklung orientiert sich an den Standards der psychologischen Eignungsdiagnostik, wie sie u. a. in der DIN 33430 beschrieben werden.
Die Durchführung des TM-WISO kann in Deutsch oder Englisch an einem von fünf Testterminen erfolgen. Eine Teilnahme kostet 100 Euro und ist einmal pro Kalenderjahr möglich. Die Durchführungsdauer beträgt etwa 4 Stunden. Der Test findet als Onlinetest unter Aufsicht statt.

## Entwicklung
Der Test wurde 2009 auf Basis einer Analyse der Studienanforderungen in wirtschafts- und sozialwissenschaftlichen Masterstudiengängen vom Institut für Test- und Begabungsforschung der ITB Consulting GmbH gemeinsam mit der WISO-Fakultät der Universität Hamburg entwickelt und ab 2011 unter dem Namen TM-WISO deutschlandweit angeboten. Seit 2015 steht TM-WISO als TM-BASE in englischer Sprache zur Verfügung und wird auch international durchgeführt. Im Jahr 2020 wurde aufgrund der Coronapandemie auch eine Proctoring-Version angeboten. Die Testentwicklung und -durchführung erfolgt nach den Standards der psychologischen Eignungsdiagnostik, wie sie u. a. in der DIN 33430 beschrieben werden.

## Testaufbau
Der Test hat eine Gesamtdauer von knapp 4 Stunden und besteht aus vier Aufgabengruppen:
- Planen in Studium und Beruf
- Texte analysieren
- Wirtschaftliche Zusammenhänge formalisieren
- Wirtschaftsgrafiken interpretieren

## Gütekriterien
Die durchschnittliche Reliabilität liegt bei .88 (Testhalbierungsreliabilität mit Spearman-Brown-Korrektur), die prognostische Validität bei .41 für BWL und .51 für VWL (Korrelation mit späteren Abschlussnoten im Masterstudium, korrigiert um Varianzeinschränkung und Unreliabilität des Kriteriums; Stegt & Bergholz, 2018).

## Nutzerhochschulen (Stand 2020)
- RWTH Aachen: M.Sc. Wirtschaftswissenschaft
- Universität Hamburg: M.Sc. Betriebswirtschaft; M.Sc. Health Economics and Health Care Management
- HAW Hamburg: M.Sc. International Business
- Universität Hohenheim: M.Sc. Management
- Universität zu Köln: M.Sc. Business Administration; M.Sc. Economics; CEMS Master’s in International Management
- Leuphana Universität Lüneburg: Masterprogramm Management & Entrepreneurship
- Hochschule Neu-Ulm: M.Sc. Advanced Management
- WHU – Otto Beisheim School of Management: M.Sc. in Entrepreneurship; M.Sc. in Management; M.Sc. in Finance